# Cartoon Cartoons

Logo-ul Cartoon Cartoons, folosit pentru versiunea din America Latină a Cartoon Cartoon Fridays.

Cartoon Cartoons este un nume colectiv folosit de Cartoon Network pentru serialele sale televizate de animație difuzate între 1995 și 2003 și produse în principal de Hanna-Barbera și mai târziu de Cartoon Network Studios. Începând cu începuturile sale la difuzare prin cablu pe 1 octombrie 1992, Cartoon Network și-a concentrat programările pe redifuzări de seriale de animație mai vechi pe care le-a achiziționat prin librăria de filme a companiei sale părinte. Marca Cartoon Cartoons a provenit cu serialul de antologie What a Cartoon!, un serial de prezentări de animație prezentând piloturi de idei originale de desene animate depuse de animatori independenți. Laboratorul lui Dexter a fost primul pilot de acest gen aprobat de canal pentru un serial întreg în 1996. După ce alte piloturi au fost produse cu succes în propriile lor seriale, inclusiv Vaca și puiul, Johnny Bravo, and Fetițele Powerpuff, colectivele Cartoon Cartoons au fost prezentate pe blocul de program Cartoon Cartoon Fridays din 1999 până în 2003. Nu toate serialele originale CN create în această perioadă au fost recunoscute drept Cartoon Cartoons; Samurai Jack, de exemplu, nu a avut acest nume.
Numele a încetat să fie folosit de către canal în 2004, iar ultimul serial care să mai poarte acest nume, Ed, Edd și Eddy, s-a încheiat în 2009 după o difuzare de 10 ani. Încă din perioada lor de vârf, redifuzări ale Cartoon Cartoons au continuat cu The Cartoon Cartoon Show (2005–2008) și Cartoon Planet (2012–2014). În 2021, numele a fost readus de canal pentru un nou program de scurtmetraje.

## Lista de seriale

### Precursor
| # | Titlu                    | Premiera          | Finalul           | Număr de sezoane | Număr de episoade |
| - | ------------------------ | ----------------- | ----------------- | ---------------- | ----------------- |
| 0 | The What a Cartoon! Show | 20 februarie 1995 | 28 noiembrie 1997 | 1                | 48                |

### Seriale întregi
| #  | Titlu                                        | Premiera          | Finalul           | Număr de sezoane | Număr de episoade |
| -- | -------------------------------------------- | ----------------- | ----------------- | ---------------- | ----------------- |
| 1  | Laboratorul lui Dexter                       | 28 aprilie 1996   | 20 noiembrie 2003 | 4                | 78                |
| 2  | Johnny Bravo                                 | 7 iulie 1997      | 27 august 2004    | 4                | 65                |
| 3  | Vaca și puiul                                | 15 iulie 1997     | 24 iulie 1999     | 4                | 52                |
| 4  | Eu sunt Nevăstuică                           | 22 iulie 1997     | 2000              | 5                | 79                |
| 5  | Fetițele Powerpuff (1998)                    | 18 noiembrie 1998 | 25 martie 2005    | 6                | 78                |
| 6  | Ed, Edd și Eddy                              | 4 ianuarie 1999   | 8 noiembrie 2009  | 6                | 65                |
| 7  | Mike, Lu și Og                               | 12 noiembrie 1999 | 27 mai 2001       | 2                | 26                |
| 8  | Curaj, câinele cel fricos                    | 12 noiembrie 1999 | 22 noiembrie 2002 | 4                | 52                |
| 9  | Mielul la oraș                               | 17 noiembrie 2000 | 7 aprilie 2002    | 2                | 26                |
| 10 | Patrula timpului                             | 8 iunie 2001      | 26 noiembrie 2003 | 2                | 26                |
| 11 | Grim & Evil                                  | 24 august 2001    | 18 octombrie 2002 | 1                | 13                |
| 12 | Ce s-a întâmplat cu... Robot Jones?          | 19 iulie 2002     | 14 noiembrie 2003 | 2                | 13                |
| 13 | Nume de Cod: Clanul Nebunaticilor de Alături | 6 decembrie 2002  | 21 ianuarie 2008  | 6                | 78                |
| 14 | Negrele aventuri ale lui Billy și Mandy      | 13 iunie 2003     | 9 noiembrie 2007  | 6                | 84                |
| 15 | Răul cu Carne                                | 11 august 2003    | 22 octombrie 2004 | 3                | 22                |